# Policòria
La policòria és una anomalia poc freqüent de l’ull caracteritzada per la presència de dues o més obertures pupil·lars a l’iris. Pot ser de tipus congènit o desenvolupada com a conseqüència d’altres malalties oculars. Aquesta condició pot provocar alteracions visuals, ja que interfereix amb el funcionament normal de la pupil·la i la regulació de la llum que entra a l’ull.

## Tipus

### Policòria veritable
En aquest cas, hi ha més d’una pupil·la funcional, cadascuna amb el seu múscul esfínter. Aquestes pupil·les poden contraure’s i dilatar-se de manera coordinada, tot i que això és extremadament infreqüent.

### Pseudopolicòria
És més comuna que la policòria veritable. Consisteix en una obertura addicional a l’iris que no funciona com una pupil·la autèntica. Sovint s’associa a malformacions de l’iris o a altres patologies oculars.

## Diagnòstic
El diagnòstic es realitza mitjançant un examen oftalmològic. Els símptomes poden incloure visió borrosa, dificultat per enfocar, fotofòbia i anomalies en la forma de la pupil·la. En alguns casos, també es detecten cataractes o glaucoma associats.

## Tractament
El tractament dependrà de la severitat del cas i de si hi ha afectació visual significativa. En casos greus, pot ser necessària una cirurgia per corregir les anomalies pupil·lars. També es poden utilitzar col·liris miòtics per millorar la funció pupil·lar.

## Genètica
S’han relacionat mutacions al gen PRDM5 amb la policòria, així com amb altres síndromes com el d’Axenfeld-Rieger i la síndrome de còrnia fràgil.

## Història
En cultures antigues, com la xinesa, es creia que les persones amb una segona pupil·la estaven destinades a ser grans líders o savis. Un dels exemples més citats és Xiang Yu, un general llegendari de la Xina antiga.